# 赤琵嘴鴨
赤琵嘴鴨是分佈於南美洲南部的一種鑽水鴨，在該地相當常見，鍋鏟狀的喙與紅色的身體為其特色。

## 外形
赤琵嘴鴨體長45-56公分，喙形似鍋鏟，呈黑色，雄鴨上背、胸部與腹部為紅色至肉桂色，上有許多黑色斑點，下背部與尾部為黑色，尾巴長且尖，肛門附近兩側皆有白羽，頭部呈較淺的暗黃色，頭頂亦有黑色斑紋，下巴至喉部則偏白色，上翼的覆羽為藍色，與綠色的翼鏡以一白色條紋分隔 ，腿與腳則是灰色或帶有一點黃色。雌鴨的頭部為淡黃色，並有棕色斑點，羽毛邊緣的顏色較雄鴨淡。上翼的藍色羽毛比雄鴨的黯淡許多，白色條紋也不明顯，翼鏡則是黑色的。

## 分類
赤嘴琵鴨原本被歸為鴨屬，2009年一則以粒線體DNA分析親緣關係的研究發現鴨屬為並系群，因此將鴨屬中的部分物種獨立成新的屬，其中包括赤嘴琵鴨在內的十種鴨從鴨屬中被歸入新的屬Spatula。

## 分佈與棲地

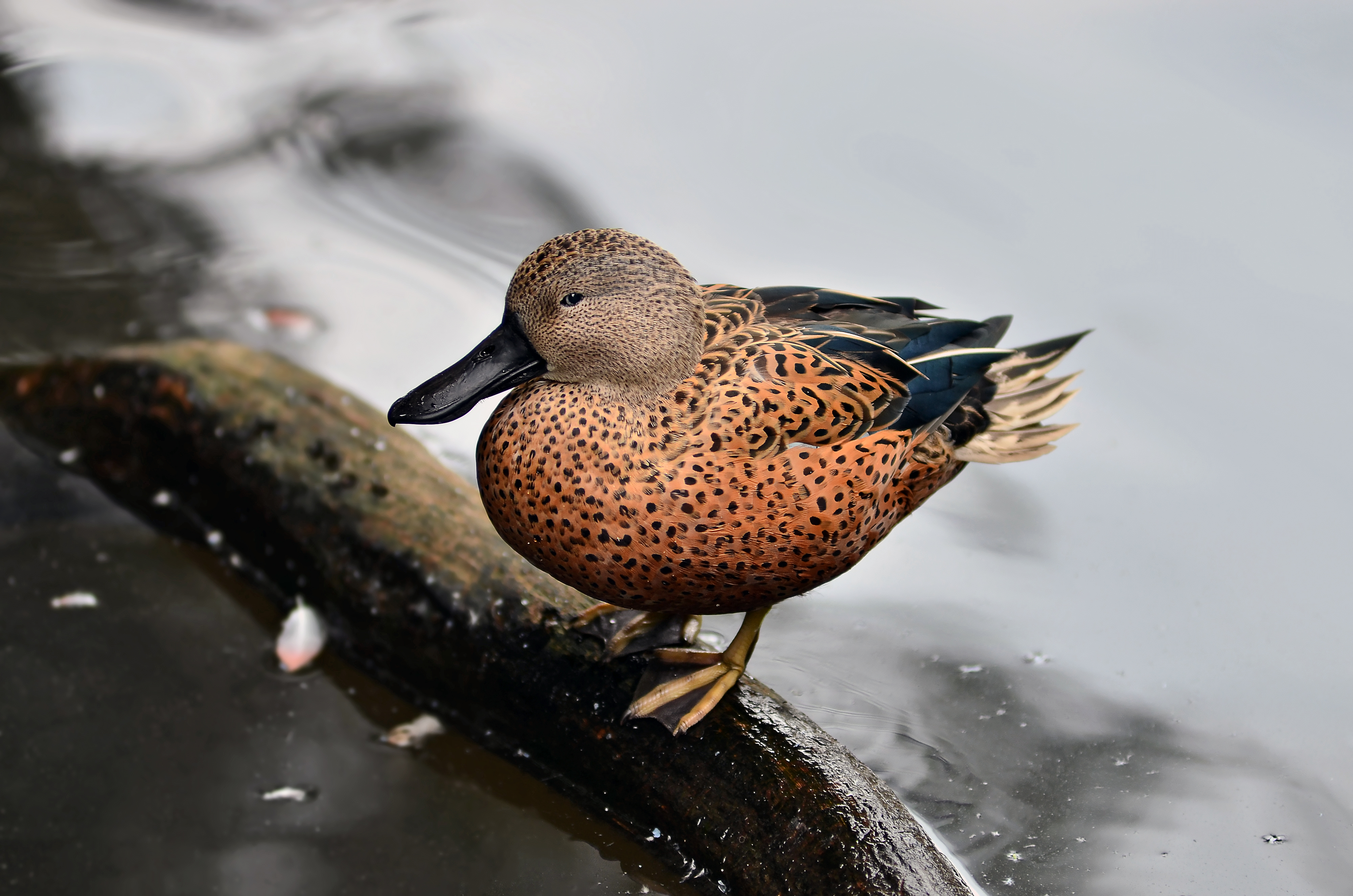
赤嘴琵鴨，攝於德國瓦尔斯罗德飞禽公园

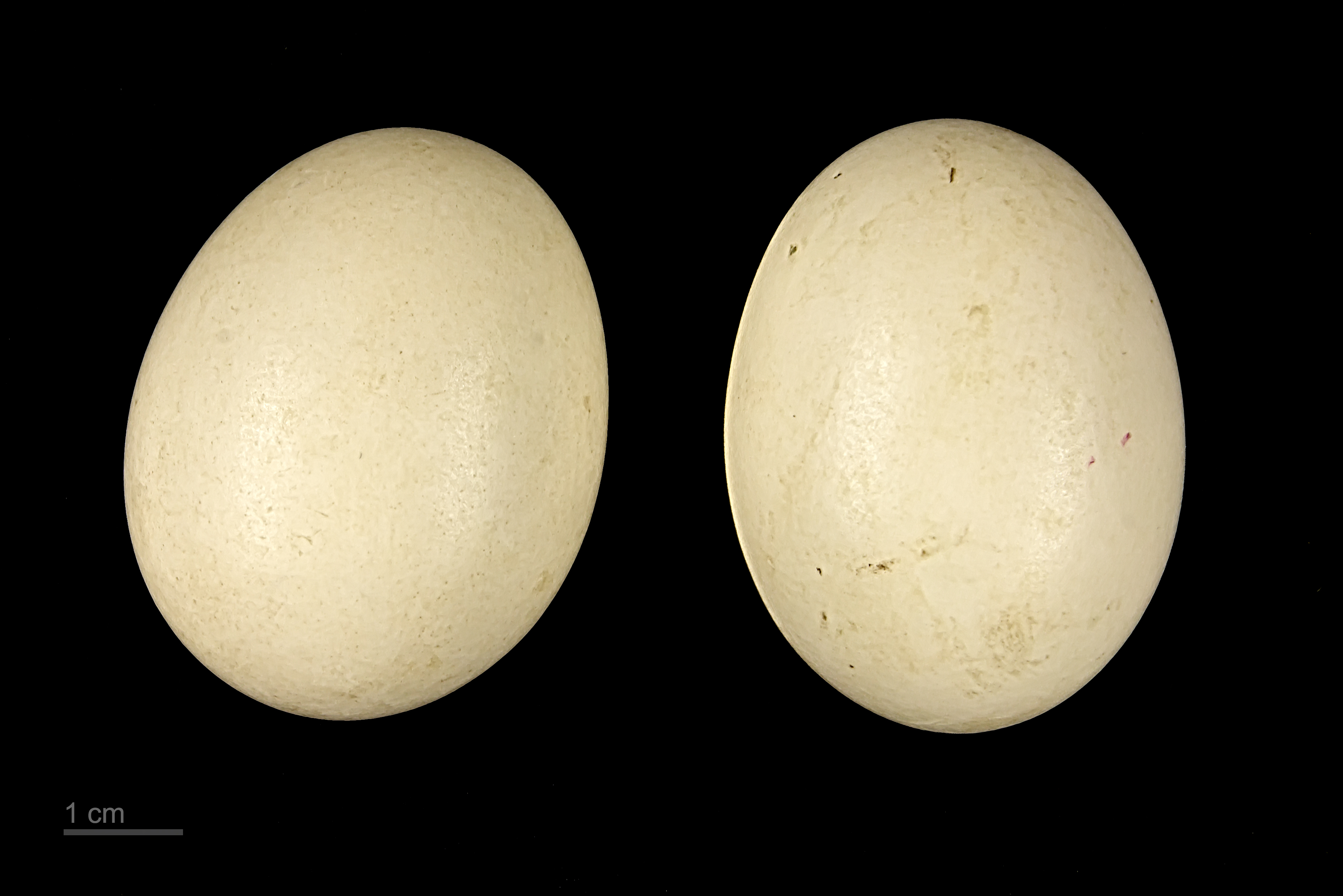
赤琵嘴鴨的蛋

赤琵嘴鴨分佈於南美洲南部，包括火地島、阿根廷、智利、巴西南部、巴拉圭、烏拉圭、玻利維亞與福克蘭群島，祕魯南部亦有族群零星分布，也在南乔治亚和南桑威奇群岛被發現。這種鴨常棲息於充滿蘆葦的淺湖或沼澤中，也出現在河口與海邊的潟湖。

## 生態
赤琵嘴鴨為雜食性，以雜草、藻類與小型無脊椎動物為食，其鍋鏟狀的喙有可以用於濾食的薄片構造，方便其從水中獲取食物。最南方的族群有遷徙行為，會飛到較北處過冬。一窩可產7-8顆蛋，25-26天後孵出，再經過40-45天後小鴨長出飛羽。

## 保育
赤琵嘴鴨在南美洲南部相當常見，族群數量穩定，目前認為是無危物種，但可能仍受到濕地破壞的影響。